# ویلیام جیمز ماکاوی لاک
ویلیام جیمز ماکاوی لاک (انگلیسی: William Locke; ۱۴ اوت ۱۸۹۴ – ۳ آوریل ۱۹۶۲) فرد نظامی اهل استرالیا بود.